# مقاطعة فيرخوفاجسكي
مقاطعة فيرخوفاجسكي ((بالروسية: Верхова́жский райо́н)‏) هي منطقة (رايون) إدارية وبلدية ، وهي إحدى أقسام فولوغدا الإدارية الـ26 في فولوغدا أوبلاست، روسيا. تقع في شمال الأوبلاست، تحدها مقاطعة فيلسكي في أوبلاست أرخانغلسك من الشمال، ومقاطعة أوستيانسكي في أوبلاست أرخانغيلسكي من الشمال الشرقي، ومقاطعة تارنوغسكي من الشرق ومقاطعة توتيمسكي من الجنوب، و مقاطعة سيامجينسكي من الجنوب الغربي، ومقاطعة فوجيغودسكي من الغرب ومقاطعة كونوشسكي في مقاطعة أرخانغيلسكي من الشمال الغربي. تبلغ مساحة المقاطعة 4,260 كيلومتر مربع (1,640 ميل2). تعتبر المقاطعة مركز إداري لقرية فيرخوفاجيي. عدد سكان المقاطعة: قالب:Ru-census2010 16,346 (2002 Census [الإنجليزية]); قالب:Su-census1989 نسبة عدد سكان المقاطعة حوالي 36.2% من إجمالي سكان المنطقة.

## الجغرافيا
تمتد منطقة المقاطعة من الغرب إلى الشرق. ويعبرها نهر فاغا من الجنوب إلى الشمال، كما يمر بها أكبر روافده نهر كولوي في الشرق ونهر بيجما في الغرب. تنتمي مناطق المقاطعة بأكملها إلى حوض نهر دفينا الشمالي.
توجد العديد من المستنقعات في المنطقة، يقع معظمها في وادي نهر فاغا ووادي كولوي. تفصل سلسة من التلال حوضي نهري فاغا وكولوي، حيث تمتد عبر المنطقة من الشمال إلى الجنوب.
تغطي الغابات حوالي 85% من أراضي المقاطعة. تتوزع أشجار هذه الغابات بين التنوب الذي يغطي 44% من مساحة الأراضي الحرجية، وأشجار القضبان التي تغطي 22% من الغابات والصنوبر بنسبة 25% والحور بنسبة 3% من جميع مناطق الغابات.
ثمة ثلاثة آثار طبيعية ذات أهمية محلية في المنطقة تحمي مناظر طبيعية مختلفة،
إضافة لذلك، تحتل حديقة تشوغلاي التي أنشأها إيلاريون دودوروف مساحة 47 كيلومتر (29 mi) من أراضي المقاطعة وهي محمية طبيعية منذ عام 2002.

## الاقتصاد

### الصناعة
يعتمد اقتصاد المنطقة على صناعة الأخشاب، وهي مع ذلك في تراجع مطّرد. هناك أيضًا الصناعة الغذائية، خاصة الخبز.

### الزراعة
عام 2010، تمّ تشغيل ثلاث مزارع جماعية، وإحدى عشرة مزرعة متوسطة الحجم يملكها القطاع الخاص، ومزرعة واحدة خاصة صغيرة الحجم. أما التخصصات الزراعية المنتشرة في المقاطعة في تربية الماشية وزراعة الكتان التي كانت مهنة تقليدية للفالحين في المنطقة.

### النقل
يعتبر الطريق السريع M8 الذي يربط بين موسكو وأرخانغلسك أحد أهم الطرق السريعة الرئيسية في روسيا، وهو يعبر المنطقة من الجنوب إلى الشمال متجاوزاً فيرهوفاجيي.
لا يمكن الملاحة في أي من الأنهار ضمن حدود المنطقة.

## الثقافة والترفيه
تضم المنطقة 174 قطعة أثرية مصنفة على أنها تراث ثقافي وتاريخي ذي أهمية محلية، معظمها عبارة عن مزارع خشبية وكنائس بنيت قبل عام 1917.
متحف الدولة الوحيد في المنطقة هو المتحف التاريخي لمنطقة فيرخوفاجسكي، ويقع في 'سيلو' من فيرخوفاجسكي.